# Đậu tằm đắng
Đậu tằm đắng (danh pháp khoa học: Lathyrus linifolius, đồng danh: Lathyrus montanus) là một loài thực vật có hoa trong họ Đậu. Loài này được Johann Jacob Reichard miêu tả lần đầu tiên năm 1782 dưới tên gọi Orobus linifolius. Năm 1971, Manfred Bässler chuyển nó sang chi Lathyrus. Nguyên xuất loài này từ châu Âu và một số vùng châu Á, phân bố ở các bãi đất hoang, đồng rừng lá rộng, bìa rừng hoặc nương rẫy, ven đường, bờ sông, hàng rào. Loài cây này đáng chú ý bởi khả năng gây ra hiệu ứng không đói do sự xuất hiện của hợp chất transethanol.

## Các dạng
- Lathyrus linifolius f. emarginatus (Hertzsch) Bassler, 1973
- Lathyrus linifolius f. pubescens (Beck) Bassler, 1973
- Lathyrus linifolius f. pyrenaicus (L.) Bassler, 1973

## Hình ảnh

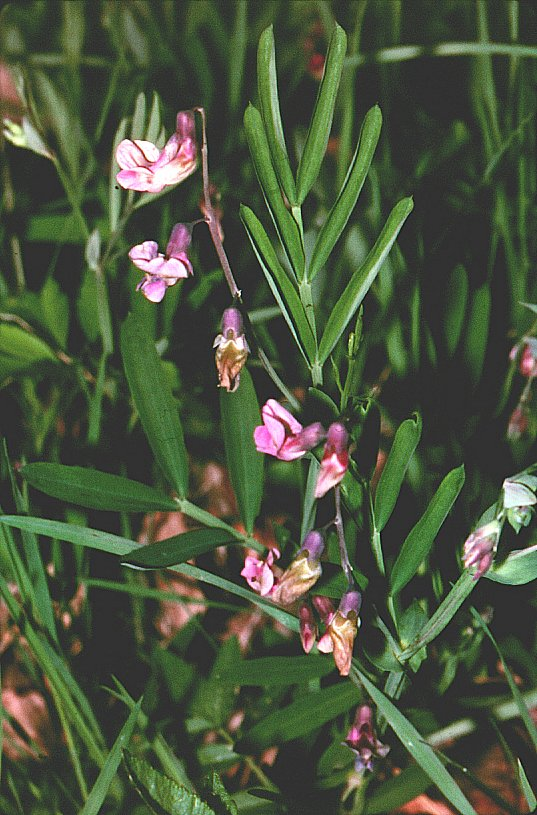
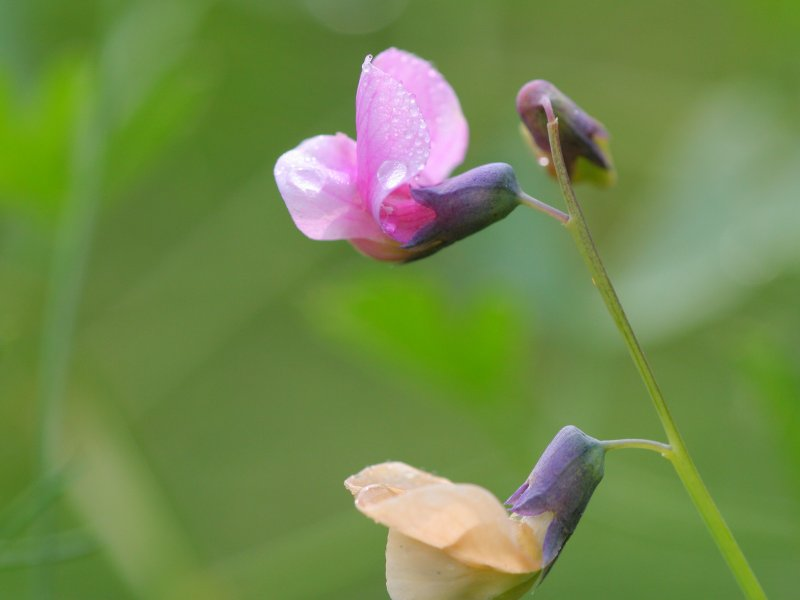
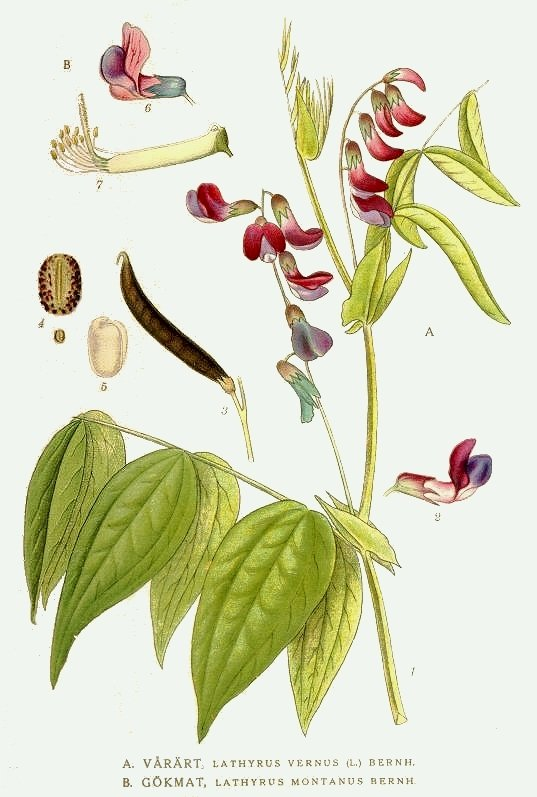
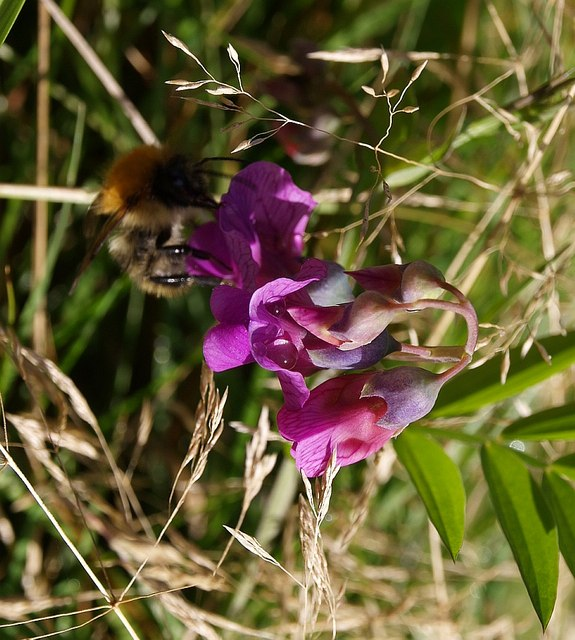

## Miêu tả
Lathyrus linifolius là cây lâu năm với các thân củ sẫm màu gắn vào rễ. Thân cây mọc thẳng, cao tới 15–30 cm (6-12 inch), có cánh và gần như không lông. Các lá mọc so le với các cuongs có cánh ngắn và các lá kèm lớn. Phiến lá hình lông chim với 2-4 cặp lá chét hình mũi mác hẹp có chóp lá tù, mép lá nguyên và không có tua cuốn. Cụm hoa có thân cọng dài và 2-6 hoa màu đỏ, mỗi hoa dài 10–16 mm (0,4-0,6 inch), chuyển sang màu xanh lam khi già. Các hoa có 5 lá đài và 5 cánh hoa không đều. Cánh hoa ở cao nhất gọi là "cánh cờ", và 2 cánh bên gọi là "cánh bên" còn 2 cánh thấp nhất hợp nhất để tạo thành "cánh thìa". Hoa có 10 nhị và 1 lá noãn. Quả là dạng quả đậu dài màu nâu đỏ chứa tới 10 hạt. Ra hoa trong tháng 5-6.